# A.M. (album)
A.M. je debitantski album američkog alt-rock sastava Wilco, objavljen 28. ožujka 1995. Album je objavljen samo nekoliko mjeseci nakon raspada Uncle Tupela, alt-country sastava koji je bio preteča Wilca. Prije njegova izlaska javila se debata hoće li biti bolji od debitantskog izdanja Son Volta, novog sastava bivšeg pjevača Uncle Tupela Jaya Farrara.
Iako je A.M. objavljen prije Tracea Son Volta, recenzije su bile skromne, kao i početna prodaja albuma. Članovi sastava kasnije su ga proglasili "neuspjehom" jer je Trace postigao veći komercijalni uspjeh. Bio je to posljednji album sastava koji je snimljen u alt-country stilu te jedini na kojem je Brian Henneman bio glavni gitarist.

## Kontekst i snimanje
Posljednji album Uncle Tupela, Anodyne, snimljen je s novom postavom - s pet članova među kojima su bili bubnjar Ken Coomer, basist John Stirratt i multiinstrumentalist Max Johnston. Rasle su tenzije između pjevača Jaya Farrara i Jeffa Tweedyja pa je Uncle Tupelo svoj posljednji koncert odsvirao 1. svibnja 1994. na festivalu Mississippi Nights u St. Louisu. Na koncertu su oba pjevača otpjevala jednaki broj pjesama.
Samo nekoliko dana nakon raspada, Tweedy je odlučio oformiti novi sastav. Uspio je zadržati postavu Uncle Tupela izuzev Farrara te preimenovao sastav u Wilco. Sredinom svibnja su počeli vježbati pjesme u uredu menadžera sastava Tonyja Margherite te angažirali producenta Briana Paulsona, koji je radio na Anodyneu. Wilco je u lipnju u studiju Easley u Memphisu prvo snimio demopjesme za album. Studio je preporučio Stirratt na osnovi prijašnjeg iskustva dok je bio član The Hilltopsa, dok je Tweedy čuo za njega nakon snimanja Jon Spencer Blues Explosiona. Reprise Records, podružnica Warner Brothersa, potpisala je s Tweedyjem nakon što im je on pustio demosnimke, a snimanje za album nastavilo se u kolovozu.
Tweedy je pokušavao predstaviti Wilco kao isplativ sastav pa je odlučio dodati još jednog gitarista. Brian Henneman, glavni pjevač The Bottle Rocketsa, došao je na snimanje kao glavni gitarist. Steel gitarist Lloyd Maines i basist Daniel Corrigan bili su gostujući glazbenici na snimanju albuma. Corrigan je i fotografirao sastav za omot albuma. Howie Weinberg je bio inženjer zvuka, dok je za grafički dizajn bila zadužena Barbara Longo. Brian Henneman morao je napustiti sastav ubrzo nakon snimanja albuma, a zamijenio ga je bivši gitarist Titanic Love Affair Jay Bennett. Tweedy je pokušao stvoriti i kolaborativniju atmosferu nego što je to bio slučaj s Uncle Tupelom, tražeći kantautorske doprinose od drugih članova sastava. John Stirratt je potpisao tri pjesme, nadajući se da će postati drugi autor Wilca. Međutim, iako su pjesme snimljene u demonstracijskom obliku, samo se jedna ("It's Just That Simple") pojavila na albumu te ostala jedina Stirrattova pjesma koja se pojavila na nekom albumu Wilca.
Naslov albuma trebao se odnositi na top 40 radijske postaje, dok su pjesme odražavale klasični country-rock zvuk. Članovi sastava smatrali su da trebaju proširiti obožavateljsku bazu s one koja ih je pratila kao nasljednike Uncle Tupela. Tweedy je kasnije izjavio da su "pokušavali animirati staru publiku". Tweedy je napisao pjesmu o raspadu Uncle Tupela, ali je odlučio kako na album ne želi uvrštavati ništa s tom tematikom. Glazbeni kritičar i novinar Greg Kot u svojoj je knjizi Wilco: Learning How to Die napisao: "Tweedyjevi glas i osobnost su skromni kao i aranžmani; nema tu mnogo dramatike i gotovo nikakve naznake rizika". Tweedy je klasični zvuk albuma djelomično pripisao tadašnjem vlastitom konzumiranju marihuane. Ubrzo nakon albuma Tweedy je prestao pušiti travu, što je naveo kao razlog za introspektivne kvalitete kasnijih albuma.
Dok je Wilco snimao pjesme, Jay Farrar je formirao vlastiti sastav, Son Volt. Son Volt je potpisao s Warner Bros. Recordsom i u studenom 1994. počeo snimati svoj prvi album (kojeg je također producirao Paulson), Trace. Činjenica da su i Wilco i Son Volt nakon raspada Uncle Tupela gotovo istodobno počeli raditi na svojim albumima, izazvala je debatu među kritičarima, obožavateljima i u Warner Brothersu o tome koji će sastav biti bolji. Joe McEwen, koji je prvotno potpisao Uncle Tupelo za podružnicu Warnera, smatrao je da Wilco radi korak unatrag u odnosu na materijal s Anodynea. McEwen je nagovorio Richarda Dodda, koji je netom prije toga miksao album Toma Pettyja Wildflowers, da remiksa album. Dodd je istaknuo Tweedyjev glas kako bi povećao šanse uspjeha na radiju.
Wilco je krenuo na turneju prije nego što je album bio objavljen. Prvi nastup uživo imali su 27. studenog 1994. u Cicero's Basement Baru u St. Louisu, lokalu u kojem je Uncle Tupelo prvi put zaradio značajniju medijsku pozornost. Sastav je za taj koncert najavljen pod nazivom Black Shampoo, što je bila aluzija na B-film iz sedamdesetih, a nastup je bio rasprodan. Wilco je na turneji održao dvjesto koncerata. A.M. je objavljen u izdanju Reprise Recordsa 28. ožujka 1995.

## Komercijalni i kritički prijem
A.M. je zaradio skromne recenzije. Holly George-Warren iz Rolling Stonea nazvala je album "sjajnim country debijem s petljom", hvaleći utjecaj Grama Parsonsa i Neila Younga. Međutim, album je ipak dobio prosječne tri i pol zvjezdice. Stephenu Thomasu Erlewineu s Allmusica svidio se "I Must Be High" te je istaknuo da Wilco može "potkopati [alt-country] žanr bez gubitka na pristupačnosti", ali je i primijetio kako ostale pjesme bile razočaravajuće. No, drugom kritičaru Allmusica, Matthewu Greenwaldu, album je bio "briljantan i podcijenjen". Robert Christgau iz The Village Voicea ocijenio je album s tri zvjezdice. The Village Voice uvrstio je album na 34. poziciju u kritičkom izboru Pazz & Jop za 1995. Sastav je bio razočaran kritičkim prijemom jer je Trace dobio bolje recenzije. Prema Hennemanu:
"Prvi album Son Volta bio je prilično jebeno dobar. U tom se trenutku činilo kao da gledate boksački meč. Opa! Poklopio ga ovdje! Uf! Kakav kontraudarac! Bilo je uzbudljivo gledati te dečke sa strane. Kao da je Jay prvim albumom imao nešto dokazati, potrebu koju nijedan njegov kasniji album nije imao. Mislio sam da ima čip na ramenu i da to pokazuje u glazbi. Bilo je zapanjujuće. Bilo je ponižavajuće. Mislim da je to Jeffa dobro pogodilo."
A.M. je zauzeo tek 27. poziciju na Billboardovoj ljestvici Top Heatseekers, dok se Trace popeo na 116. mjesto Billboard 200; do 1997. Trace je duplo nadmašio A.M. u prodaji. Wilco je kaoi singl objavio "Box Full of Letters", ali je slabo emitiran na radijskim postajama. Prema podacima iz 2003., album je prodan u 150.000 primjeraka.

## Popis pjesama
| Br. | Skladba                  | Autor    | Trajanje |
| --- | ------------------------ | -------- | -------- |
| 1.  | »I Must Be High«         | Tweedy   | 2:59     |
| 2.  | »Casino Queen«           | Tweedy   | 2:45     |
| 3.  | »Box Full of Letters«    | Tweedy   | 3:05     |
| 4.  | »Shouldn't Be Ashamed«   | Tweedy   | 3:28     |
| 5.  | »Pick Up the Change«     | Tweedy   | 3:56     |
| 6.  | »I Thought I Held You«   | Tweedy   | 3:49     |
| 7.  | »That's Not the Issue«   | Tweedy   | 3:19     |
| 8.  | »It's Just That Simple«  | Stirratt | 3:45     |
| 9.  | »Should've Been in Love« | Tweedy   | 3:36     |
| 10. | »Passenger Side«         | Tweedy   | 3:33     |
| 11. | »Dash 7«                 | Tweedy   | 3:29     |
| 12. | »Blue Eyed Soul«         | Tweedy   | 4:05     |
| 13. | »Too Far Apart«          | Tweedy   | 3:44     |

## Osoblje
- Jeff Tweedy – akustična gitara, gitara, vokali
- John Stirratt – orgulje, akustična gitara, bas, klavir, bas-gitara, vokali
- Ken Coomer – bubnjevi, vokali
- Max Johnston – bendžo, dobro, violina, mandolina, vokali
- Brian Henneman – gitara, vokali
- Daniel Corrigan – bas, vokali, prateći vokali
- Lloyd Maines – pedal steel, steel gitara

### Produkcija
- Daniel Corrigan – fotografija
- Richard Dodd – miksanje
- Barbara Longo – dizajn
- Brian Paulson – producent, inženjer zvuka, mikser
- Howie Weinberg – mastering
- Wilco – producenti, inženjeri zvuka
- Bob Andrews – koordinator produkcije